# 張培萌
張 培萌（ちょう ばいほう、Zhang Peimeng、1987年3月13日 - ）は、中国の男子陸上競技選手。専門は短距離走。
100メートル競走の元中国記録（英語版）保持者。自己ベストは100mが2013年8月にモスクワ・世界選手権で記録した10秒00、200mが2013年5月に上海で記録した20秒47。
オリンピックは2008年北京と2012年ロンドンに中国代表として出場した。2009年第18回アジア選手権100m優勝、2007年ユニバーシアード100m2位。中国選手権は100m・200mで一度ずつ優勝している。

## 経歴

### 2004年から2008年まで
張は10代の頃の2004年に、中国国内のサーキット大会に出場し始めた。この年の自己記録は100m10秒80、200m21秒53だった。2005年にトゥーラで行われた、初めて出場した国際競技会で100m10秒53、200m21秒10に自己ベストを更新した。2005年の中華人民共和国全国運動会と高校の全国大会は3位以内に入った。
2006年初め、アメリカ合衆国で練習を行った。同年200mの中国ジュニアタイトルを獲得、北京で開かれた世界ジュニア選手権200mは準決勝進出の成績を残した。2007年、張は8月の中国選手権100mで優勝、国内王者のタイトルを初めて獲得した。ユニバーシアードは100mが イギリスのシモン・ウィリアムソンに次ぐ2位、中国代表として出場した4×100mは3位に入ってそれぞれメダルを獲得した。9月の上海ゴールデングランプリで自己ベスト10秒27を記録した。China City Gamesで優勝しこの年を終えた。
2008年、5月に行われた北京オリンピックのテスト大会・中国陸上オープン100mで自己ベストを10秒23に更新。6月、出場した4×100mで38秒81の中国記録を樹立した。同年8月、張はオリンピック中国代表として2種目に出場。200mは21秒06の記録で一次予選敗退。4×100mは予選を胡凱、温永毅、陸斌と走り39秒13の記録で通過、中国代表は同種目初の決勝進出となった。決勝で張は第2走者を務めたが、中国は失格に終わった。同年の中国選手権は梁嘉鴻に次ぐ2位となった。

### 2012年から
2012年のロンドン大会は（4×100mリレーのみ）に出場。
2013年4月27日、中国国内大会の100m決勝で10秒04のタイムで優勝し、中国記録（2011年に蘇炳添が出した10秒16）を更新した。
同年5月18日、上海ゴールデングランプリの200mで20秒47をマークし、中国記録（1996年の韓朝明と2012年の謝震業が出した20秒54）を更新。

### モスクワ世界陸上
2013年モスクワ・世界選手権（世界陸上）では、2種目に出場。
100mでは、8月10日の予選（4/7組）で、自己ベストタイの10秒04をマークし1着となり通過。
翌11日の準決勝（2/3組）では、自己ベストを0.04秒更新する10秒00の中国新記録を樹立。しかし、同じく10秒00を出した フランスのクリストフ・ルメートルに「着差あり」で敗れて5着となり（1000分の数秒差ということになる）、決勝進出を逃した。準決勝全組の3着以下の選手の中から、タイム上位2名が決勝進出（計8名）できるシステムで、第2組3着の イギリスのジェームズ・ダサオルと4着のルメートルが決勝進出となった。
18日の4×100m（英語版）では、予選（2/3組）でアンカーを務めたが、5着（38秒95）で敗退となった。

## 自己ベスト
| 種目 | 記録                      | 年月日                      | 場所      | 備考       |
| 屋外 | 屋外                      | 屋外                        | 屋外      | 屋外       |
| ---- | ------------------------- | --------------------------- | --------- | ---------- |
| 100m | 10秒00 (+0.4m/s)          | 2013年8月11日               | モスクワ  | 元中国記録 |
| 200m | 20秒47 (+0.1m/s) (0.0m/s) | 2013年9月10日 2013年5月18日 | 瀋陽 上海 | 元中国記録 |
| 室内 |                           |                             |           |            |
| 60m  | 6秒58                     | 2013年3月29日               | 北京      |            |
| 200m | 20秒75                    | 2013年3月30日               | 北京      | 元中国記録 |

## 主要大会成績
備考欄の記録は当時のもの
| 年   | 大会                      | 場所             | 種目    | 結果          | 記録          | 備考                                     |
| ---- | ------------------------- | ---------------- | ------- | ------------- | ------------- | ---------------------------------------- |
| 2006 | 世界ジュニア選手権        | 北京             | 200m    | 準決勝1組4着  | 21秒34 (-1.0) |                                          |
| 2006 | 世界ジュニア選手権        | 北京             | 4x100mR | 予選失格      | DQ (2走)      |                                          |
| 2007 | ユニバーシアード (en)     | バンコク         | 100m    | 2位           | 10秒30 (-0.9) |                                          |
| 2007 | ユニバーシアード (en)     | バンコク         | 4x100mR | 3位           | 39秒30 (2走)  |                                          |
| 2008 | オリンピック              | 北京             | 200m    | 1次予選8組7着 | 21秒06 (-0.3) |                                          |
| 2008 | オリンピック              | 北京             | 4x100mR | 決勝失格      | DQ (2走)      |                                          |
| 2009 | アジア選手権 (en)         | 広州             | 100m    | 優勝          | 10秒28 (-0.1) |                                          |
| 2009 | アジア選手権 (en)         | 広州             | 4x100mR | 2位           | 39秒07 (4走)  |                                          |
| 2012 | アジア室内選手権 (en)     | 杭州             | 60m     | 5位           | 6秒87         |                                          |
| 2012 | オリンピック              | ロンドン         | 4x100mR | 予選1組5着    | 38秒38 (4走)  | 中国記録                                 |
| 2013 | 世界選手権                | モスクワ         | 100m    | 準決勝2組5着  | 10秒00 (+0.4) | 中国記録 予選10秒04 (-0.2)：中国タイ記録 |
| 2013 | 世界選手権                | モスクワ         | 4x100mR | 予選2組5着    | 38秒95 (4走)  |                                          |
| 2013 | 東アジア大会 (en)         | 天津             | 4x100mR | 3位           | 39秒19 (1走)  |                                          |
| 2014 | 世界室内選手権            | ソポト           | 60m     | 準決勝3組8着  | 6秒70         |                                          |
| 2014 | コンチネンタルカップ (en) | マラケシュ       | 100m    | 6位           | 10秒18 (-0.1) |                                          |
| 2014 | アジア大会                | 仁川             | 100m    | 4位           | 10秒18 (+0.4) |                                          |
| 2014 | アジア大会                | 仁川             | 200m    | 準決勝1組7着  | 22秒74 (0.0)  |                                          |
| 2014 | アジア大会                | 仁川             | 4x100mR | 優勝          | 37秒99 (4走)  | アジア記録                               |
| 2015 | アジア選手権              | 武漢             | 100m    | 2位           | 10秒15 (+1.8) |                                          |
| 2015 | アジア選手権              | 武漢             | 4x100mR | 優勝          | 39秒04 (4走)  |                                          |
| 2015 | 世界選手権                | 北京             | 100m    | 予選3組5着    | 10秒13 (-0.3) |                                          |
| 2015 | 世界選手権                | 北京             | 4x100mR | 2位           | 38秒01 (4走)  | 予選37秒92：アジア記録                   |
| 2016 | オリンピック              | リオデジャネイロ | 100m    | 予選6組7着    | 10秒36 (-0.8) |                                          |
| 2016 | オリンピック              | リオデジャネイロ | 4x100mR | 4位           | 37秒90 (4走)  | 予選37秒82：アジア記録                   |
| 2017 | 世界リレー (en)           | ナッソー         | 4x100mR | 予選1組2着    | 38秒97 (4走)  | 決勝進出                                 |
| 2017 | 世界選手権                | ロンドン         | 4x100mR | 4位           | 38秒34 (4走)  |                                          |